# Distrito de Checacupe
El Distrito peruano de Checacupe es uno de los ocho distritos de la Provincia de Canchis, ubicada en el Departamento de Cuzco, bajo la administración el Gobierno regional del Cuzco. 

## Historia
El distrito fue creado mediante Ley del 14 de octubre de 1833, en el gobierno del Presidente Agustín Gamarra.

## División administrativa

### Centros poblados
- Urbanos
  - Checacupe, con 1 971 hab.
  - Llocllora, con 363 hab.
- Rurales
  - Chari, con 378 hab.
  - Ocuvire, con 180 hab.
  - Palccoyo, con 190 hab.
  - Suttoc, con 199 hab.
  - Occobamba, con 257 hab.

## Alcaldes
- 2023-2026: Percy Cueva Bolaños.
- 2019-2022: Temistocles Ccanchi Maldonado. del movimiento Tahuantinsuyo.
- 2015-2018: Isidro Cueva Cardeña. del movimiento Alianza Popular.
- 2011-2014: Alejo Valdez Yllapuma. del Movimiento Etnocacerista Regional del Cusco (Coca).
- 2007-2010: Jesús Quispe Hancco.

## Festividades
- Febrero: Carnavales.
- Julio: Virgen del Carmen.
- Agosto: San Lorenzo.
- Octubre: Virgen del Rosario